# Palacio de Průhonice

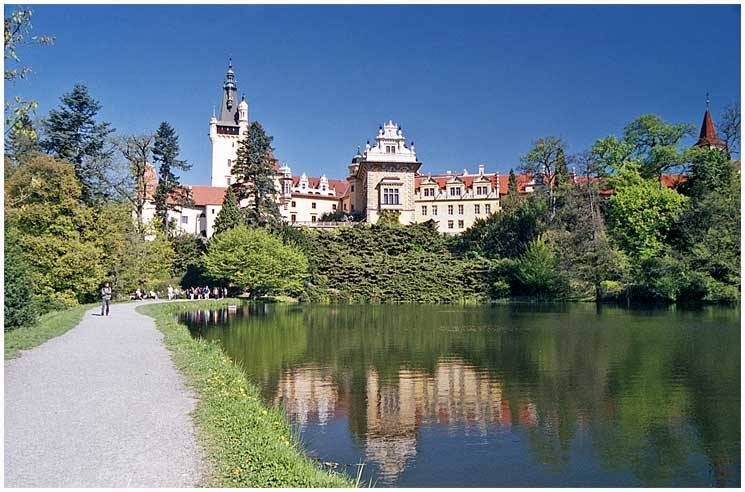
La vista al palacio Průhonice desde el lago

El palacio de Průhonice es un castillo que se ha convertido en un palacio dentro de un pueblo del mismo nombre, Průhonice. Cerca el palacio hay un parque que está protegido como patrimonio cultural por la Unesco.
Průhonice es un pueblo cerca de Praga. El palacio propio del momento actual no está abierto debido a la falta de muebles – la mayor parte de los muebles fueron vendidos para pagar por los gastos del parque en siglo XX. Hay algunas partes que se pueden ver: por ejemplo, el salón de caballeros está abierto muchas veces gracias a eventos como talleres, presentaciones o exposiciones. Dentro del complejo del palacio hay una plaza desde la cual se puede ver el parque, especialmente el lago de debajo. También se puede entrar a una exposición permanente de botánica y, además, hay un nuevo café directamente en la plaza.
Durante los años 2016-2017 se reconstruyó el entorno del palacio para que fuera más agradable para los visitantes. Una visita al parque cuesta 50 coronas y se puede caminar por casi todo el parque (hay partes donde crecen flores protegidas y por eso es prohibido salirse de los caminos).

## Historia

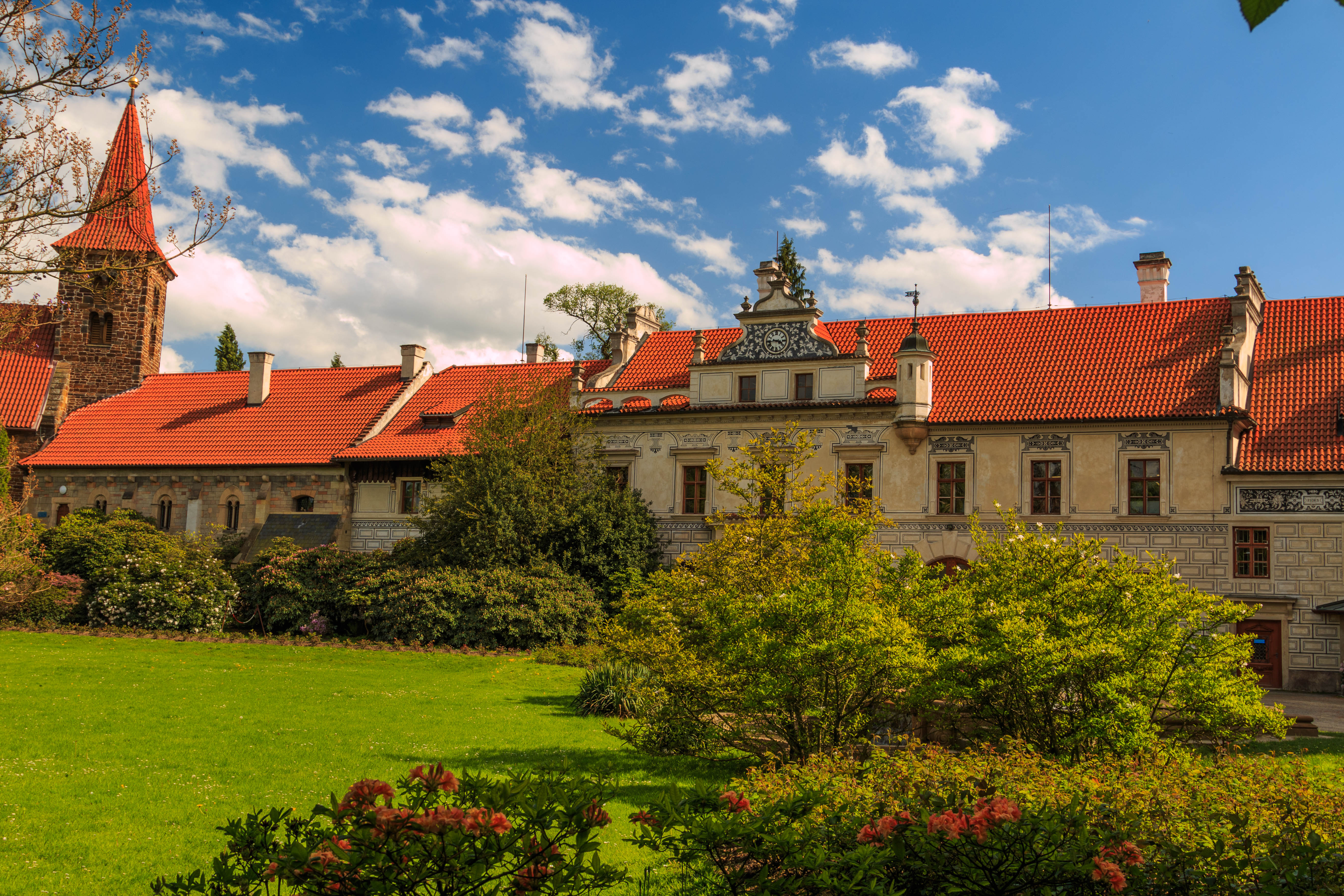
Entrada al palacio con la iglesia del Nacimiento de la Virgen María.

Antes de que fuera un palacio, había sido algo entre una fortaleza y un castillo. Por el alcance, la localización y la relación con el pueblo fue considerado más un castillo que un palacio que funcionaba como vivienda protegida.
En el sitio actual del palacio fue construida durante el siglo XIV una fortaleza gótica con una granja de los señores de Říčany. Ellos la poseyeron hasta los años 90 del siglo XIV, cuando se convirtió en propiedad de unos ciudadanos de Praga. Desde el año 1404 fue propiedad de Jan Dubečský de Dubeč. Sus herederos añadieron una torre y un bastión. Después de que su línea de herederos llegó a su fin en 1508, Zápští de Záp tomó el relevo. Fue esta familia, que reconstruyó el palacio al estilo renacentista. En el año 1616 el palacio fue comprado por el consejero del emperador Rudolf II, Ondřej Hannewald de Eckersdorf. Durante la guerra de los Treinta Años el palacio se halló en estado de ruinas.
La restauración fue hecha por los Jesuitas de Praga. Ellos compraron el palacio en 1669 y construyeron una cervecería entre el palacio y la iglesia. Lo poseyeron hasta 1685 y después de ellos, ninguno de los propietarios se ocupó del palacio.
El conde Jan de Nostic-Rieneck obtuvo el palacio en 1802 y lo reconstruyó en estilo clásico. En 1885 su heredera, Marie Antonie Gabriela, se casó con el conde Arnošt Silva-Tarouca. Él finalmente introdujo la última restauración, en estilo neorrenacentista. Mientras se llevaba a cabo la reconstrucción, él empezó a planear el parque circundante. 

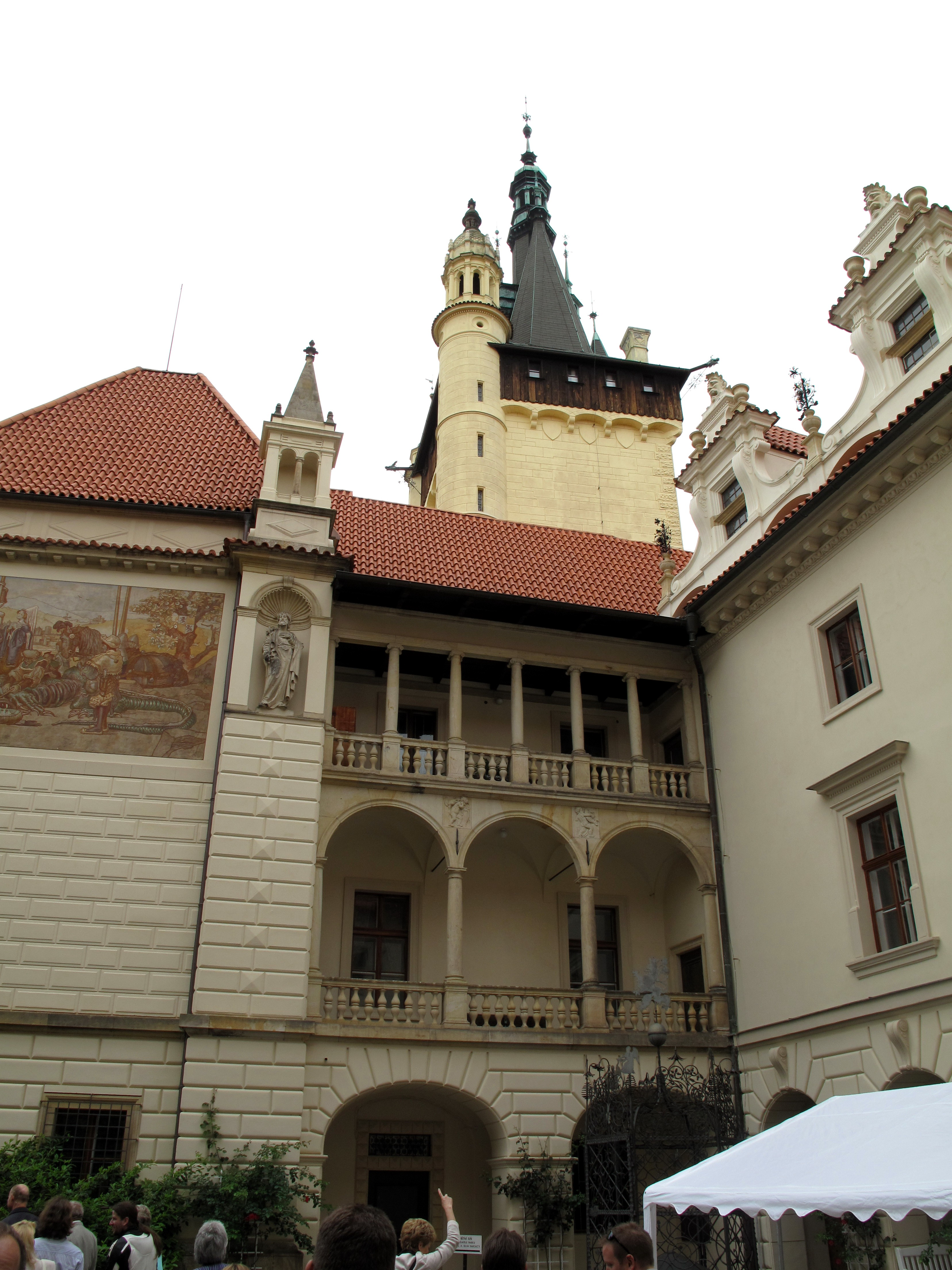
El patio

En 1927 Silva-Tarouca vendió el palacio al gobierno, porque no pudo pagar por todos los gastos. Después de la Segunda Guerra Mundial Botanický ústav ČSAV (Instituto de Botánica, Academia de las Ciencias de Checoslovaquia) se encargó del palacio. Desde la división de Checoslovaquia se convirtió en Botanický ústav Akademie věd České republiky (Instituto de Botánica, Academia de las Ciencias de la República Checa) y lo mantiene hasta ahora. En 2010 el palacio, junto con el parque, fueron declarados patrimonio cultural nacional.

## La construcción a través del tiempo
El castillo fue construido en la parte occidental de un promontorio rodeado por el río Botič. En su parte oriental el castillo estaba protegido por un foso que empezaba cerca de la iglesia de la Virgen María y continuaba por el norte. Un segundo foso dividía las murallas externas del centro del castillo. En el centro había un palacio que ocupaba toda la parte meridional. Este palacio fue destruido durante la reconstrucción a finales del siglo XIX.

## Enlaces
- La mayor parte es truducida de la página checa, el párrafo introductorio es por la experiencia de la autor (2017).

- Datos: Q10968666
- Multimedia: Průhonice Castle / Q10968666